# Lüdecke
Lüdecke, Luedecke bzw. Lüdeke ist ein deutscher Familienname.

## Varianten
- Lüdeke, Lüddecke, Lüdke, Lüdtke, Lütke, Luedtke, Luidtke, Lütcke, Lüdtge, Lüttge, Lütkens
- mittel- und oberdeutsch: Lidl, Liedl

## Wortherkunft
Lüdecke mit seinen oben genannten Varianten geht auf einen männlichen Personennamen zurück, nämlich eine mit k-Suffix gebildete Koseform von Ludolf oder Ludwig.

## Namensträger
- Albert Bogislav Lüdecke (1834–1910), Landschaftsmaler der Düsseldorfer Schule
- Alexander Lüdeke (* 1968), deutscher Sachbuchautor
- Alvin R. Luedecke (1910–1998), US-amerikanischer Generalmajor der Air Force
- August Lüdecke-Cleve (1868–1957), deutscher Tier- und Landschaftsmaler
- August Lüdecke (* 1908), deutscher Maler, Zeichner und Illustrator
- Barbara Lüdecke (1913-um 2013), deutsche Fotografin
- Carl Johann Lüdecke (1826–1894), deutscher Architekt
- Christine Luedeke, deutsche Designerin und Hochschullehrerin
- Christoph Wilhelm Lüdeke (1737–1805), deutscher lutherischer Theologe
- Cornelia Lüdecke (* 1954), deutsche Wissenschaftshistorikerin und Hochschullehrerin
- Dietrich Lüdeke (* 1932), deutscher Wirtschaftswissenschaftler und Hochschullehrer
- Erich Lüdecke (* 1922), deutscher Fußballspieler und -trainer
- Frank Lüdecke (* 1961), deutscher Kabarettist
- Fritz Lüdecke (1873–1931), Konteradmiral, Kommandant des Kleinen Kreuzers SMS Dresden
- Gebhard Levin Lüdecke (1662–1732), deutscher Hofrat
- Günther Urban Anton von Lüdecke (1723–1788), Mitglied des Unitätsdirektoriums der Herrnhuter Brüdergemeine
- Gustav Lüdecke (1890–1976), deutscher Architekt, u. a. in Berlin und Dresden-Hellerau tätig gewesen
- Hans Lüdecke (1896–1972), deutscher Pflanzenbauwissenschaftler
- Heinz Lüdecke (1906–1972), deutscher Schriftsteller
- Henning Lüdeke (1594–1663), deutscher Jurist und Bürgermeister von Hannover
- Henry Lüdeke (1889–1962), US-amerikanischer Anglist und Amerikanist
- Horst-Joachim Lüdecke (* 1943), emeritierter deutscher Professor für Strömungstechnik und Sachbuchautor
- Hugo Ernest Luedecke (1883–1933), deutscher Schriftsteller, Verleger, Journalist, Ethnologe und Folklorist
- Hugo Wilhelm Julius Lüdecke (1831–1899), Prediger bei der preuss. Gesandtschaft in Lissabon, Pfarrer und Publizist
- Jacob Lüdecke (1625–1696), Jurist, kurfürstlich brandenburgischer Amtmann zu Giebichenstein und Pfänner zu Halle
- Jan Lüdeke (* 1985), deutscher Sportjournalist, -kommentator und Rugby-Union-Spieler
- Johann Anton August Lüdeke (1772–1838), deutsch-schwedischer lutherischer Theologe
- Johann Jacob von Lüdecke (1682–1750), deutscher Staatsrat
- Johann Lüdecke (auch Johann Ludecus), evangelischer Theologe der Reformationszeit
- Karl Lüdecke (1896–1977), deutscher Zeichner und Bildhauer
- Karl Lüdecke (Chemiker) (1880–1955), deutscher Chemiker
- Klaus-Peter von Lüdeke (* 1947), deutscher Politiker (FDP)
- Kurt Lüdecke (1890–1960), deutscher Journalist, früher Förderer Adolf Hitlers
- Kurt Lüdecke (Boxer), deutscher Boxer
- Marianne Lüdeke (vor 1866–nach 1912), deutsche Opernsängerin (Sopran)
- Matthäus Ludecus (latinisiert aus Lüdke, auch Luidtke oder Lüdecke; 1517–1606), Domdechant am Havelberger Dom
- Norbert Lüdecke (* 1959), deutscher römisch-katholischer Theologe und Kirchenrechtler
- Old Man Luedecke (Chris Luedecke), kanadischer Liedermacher, Musiker und Banjospieler
- Oskar Lüdecke, deutscher Fußballspieler
- Otto Luedecke (Geologe) (1851–1910), deutscher Geologe und Mineraloge
- Otto Lüdecke (Fußballspieler) (1909–1990), deutscher Fußballspieler
- Otto Joachim Lüdecke (1895–1971), deutscher Generalleutnant im Zweiten Weltkrieg
- Reinar Lüdeke (1941–2024), deutscher Finanzwissenschaftler
- Roger Lüdeke (* 1966), deutscher Anglist
- Rolf Lüdecke (1924–1973), deutscher Politiker (SED) sowie Partei- und Landwirtschaftsfunktionär
- Sebastian Lüdecke (* 1987), deutscher Politiker (Bündnis 90/Die Grünen)
- Urban Dietrich von Lüdecke (1655–1729), deutscher Geheimrat und Kanzler zu Wolfenbüttel
- Volker Lüdecke (* 1961), deutscher Autor
- Wenzel Lüdecke (1917–1989), deutscher Filmproduzent
- Werner Lüdeke (* 1937), deutscher Komponist, Dirigent, Hornist und Publizist
- Wilhelm Lüdecke (1868–1938), deutscher Komponist
- Winfried Lüdecke (* 1886), deutscher Schriftsteller
- Wolfgang Lüdecke, Sänger christlicher Popmusik